# 博德機場
博德機場（挪威語：Bodø Lufthavn）是一座位於挪威博德的機場，座落於市中心南部，即博德半島最西端。機場由國營的民航管理局擁有和營運，並與博德空軍基地共享機場設施。本機場是威德羅航空的樞紐機場，並設有飛往挪威國內及歐洲（季節性）的航班。

## 外部連結
- 官方網站（页面存档备份，存于）（挪威文）（英文）